# Alucarda, la hija de las tinieblas
Alucarda, la hija de las tinieblas és una pel·lícula de terror mexicana de 1978, dirigida per Juan López Moctezuma i protagonitzada per Tina Romero en el rol principal. Narra la història de dues òrfenes que viuen en un convent catòlic i es veuen enfrontades a una possessió diabòlica. Malgrat ser una pel·lícula mexicana, va ser originalment filmada en anglès, com es pot evidenciar en els diàlegs dels actors. Va ser llançada en cinemes a Mèxic el 26 de gener de 1978. L'argument és lleugerament basat en Carmilla de Sheridan Le Fanu.

## Sinopsi
Els successos tenen lloc en un convent catòlic a Mèxic que serveix alhora com a orfenat. Alucarda, una òrfena de quinze anys, ha viscut en el convent tota la seva vida. Justine, una altra òrfena d'edat similar, arriba al convent. Ella i Alucarda estrenyen una forta amistat, fins a l'extrem de gairebé desitjar-se sexualment.
Mentre juguen en un bosc pròxim al convent, les nenes es topen amb uns estranys gitanos, els quals atreuen una presència diabòlica en obrir un taüt. A partir d'allí, una sèrie d'esdeveniments estranys comencen a assotar al convent.

## Repartiment

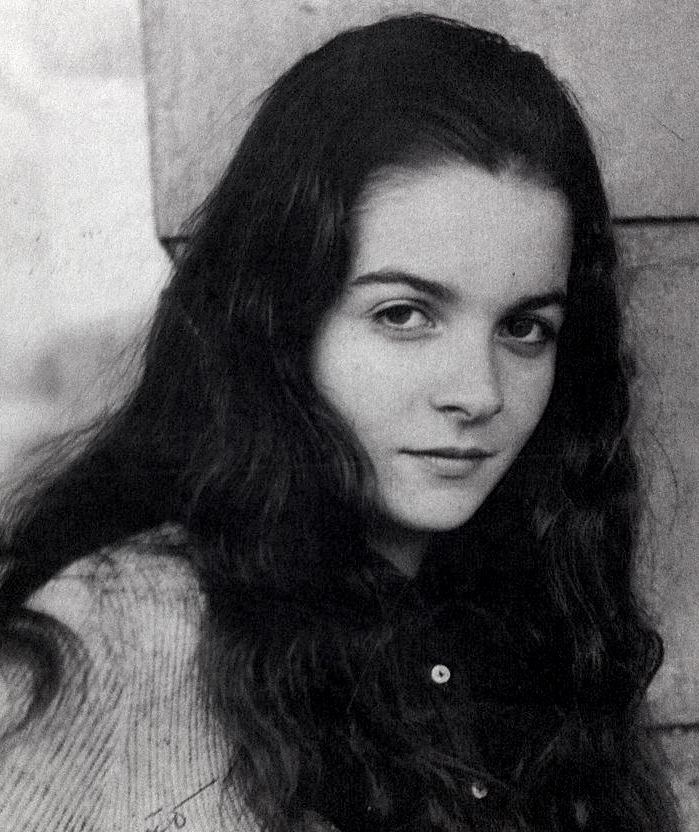
Tina Romero, protagonista d' Alucarda, la hija de las tinieblas.

- Tina Romero com Alucarda/Lucy Westenra.
- Susana Kamini com Justine.
- David Silva com el pare Lázaro.
- Claudio Brook com el doctor Oszek
- Lily Garza com Daniela Oszek.
- Tina French com la germana Angélica.
- Birgitta Segerskog com la mare superiora.
- Adriana Roel com la germana Germana.
- Martín LaSalle com el germà Felipe.
- Edith González com nena del poble (no acreditada).

## Temàtica
Alucarda, la hija de las tinieblas borda temes tan controvertits com el satanisme, l'assassinat, la possessió infernal, el exorcisme, les orgies i el lesbianisme, tot això embolicat en la religió. Això va fer que generés molta polèmica i fora durament criticada en l'època de la seva estrena. A causa de la seva violència extrema, escenes de sacrilegi i perversitat entorn de la religió i la moral, la pel·lícula ha acabat convertint-se en tot un referent per als fanàtics de l'horror gòtic.
La pel·lícula ha estat comparada amb The Devils de Ken Russell (1971) i L'exorcista de William Friedkin (1973), ja que es va estrenar pocs anys després de totes dues pel·lícules i la seva trama guarda certes semblances amb la d'ambdues. També es poden apreciar similituds amb Carrie, de Brian de Palma (1976).

## Recepció
Després de la seva estrena el gener de 1978 a Mèxic, mai va rebre massa atenció per part de l'audiència i la crítica, però això ha anat canviant amb el pas dels anys. El columnista Michael Weldon de la Psychotronic Guide of Vídeo es va referir a ella com «la pel·lícula més forta, imaginativa i visual des de The Devils de Ken Russell». El reconegut director mexicà Guillermo del Toro també ha expressat la seva estima per ella i per altres treballs cinematogràfics del director Juan López Moctezuma.